# Pelagodes proquadraria
Pelagodes proquadraria là một loài bướm đêm trong họ Geometridae.